# Sophienhöhe (Jülich)

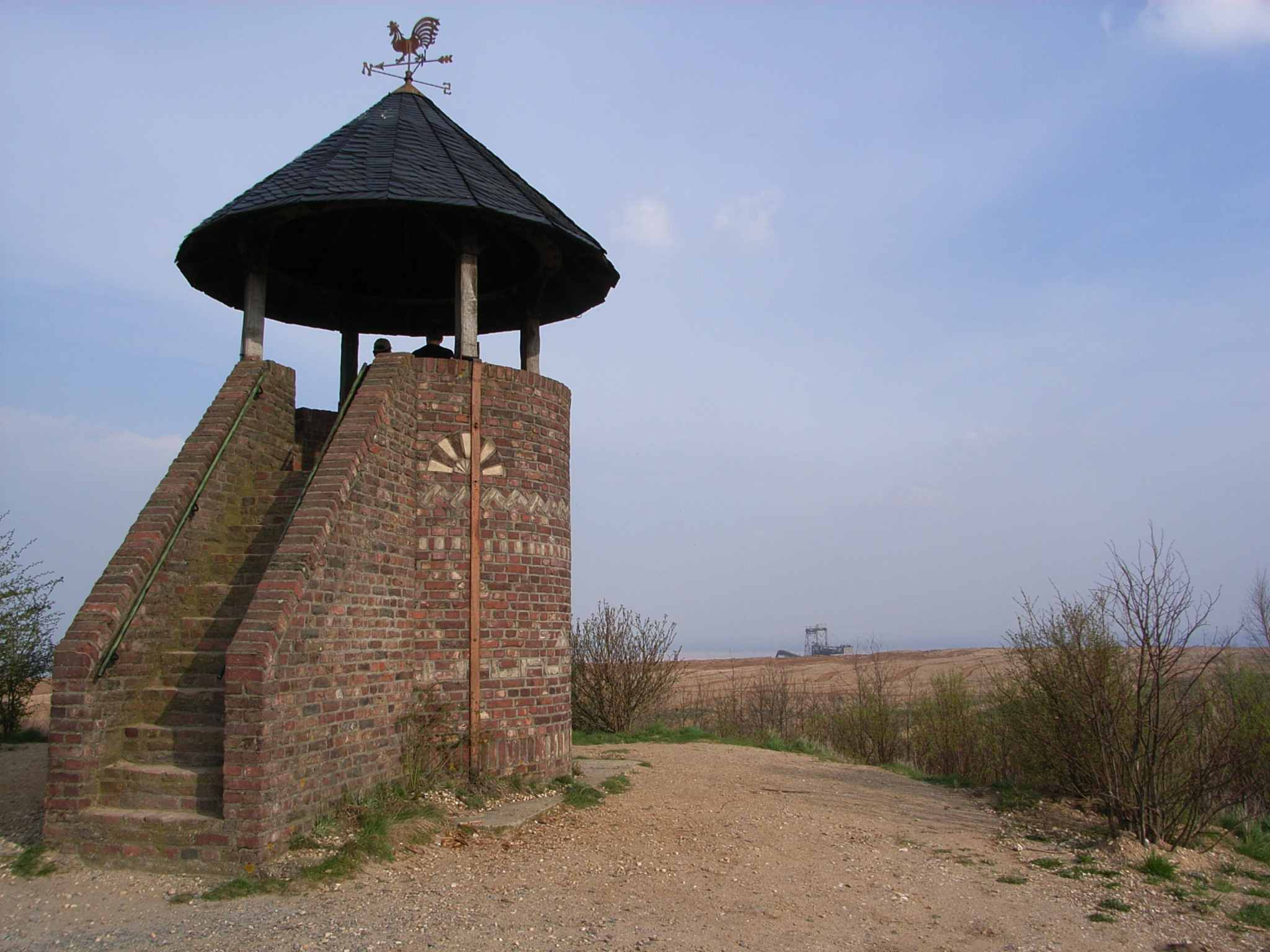
Aussichtsturm Römerturm auf dem Steinstraßer Wall

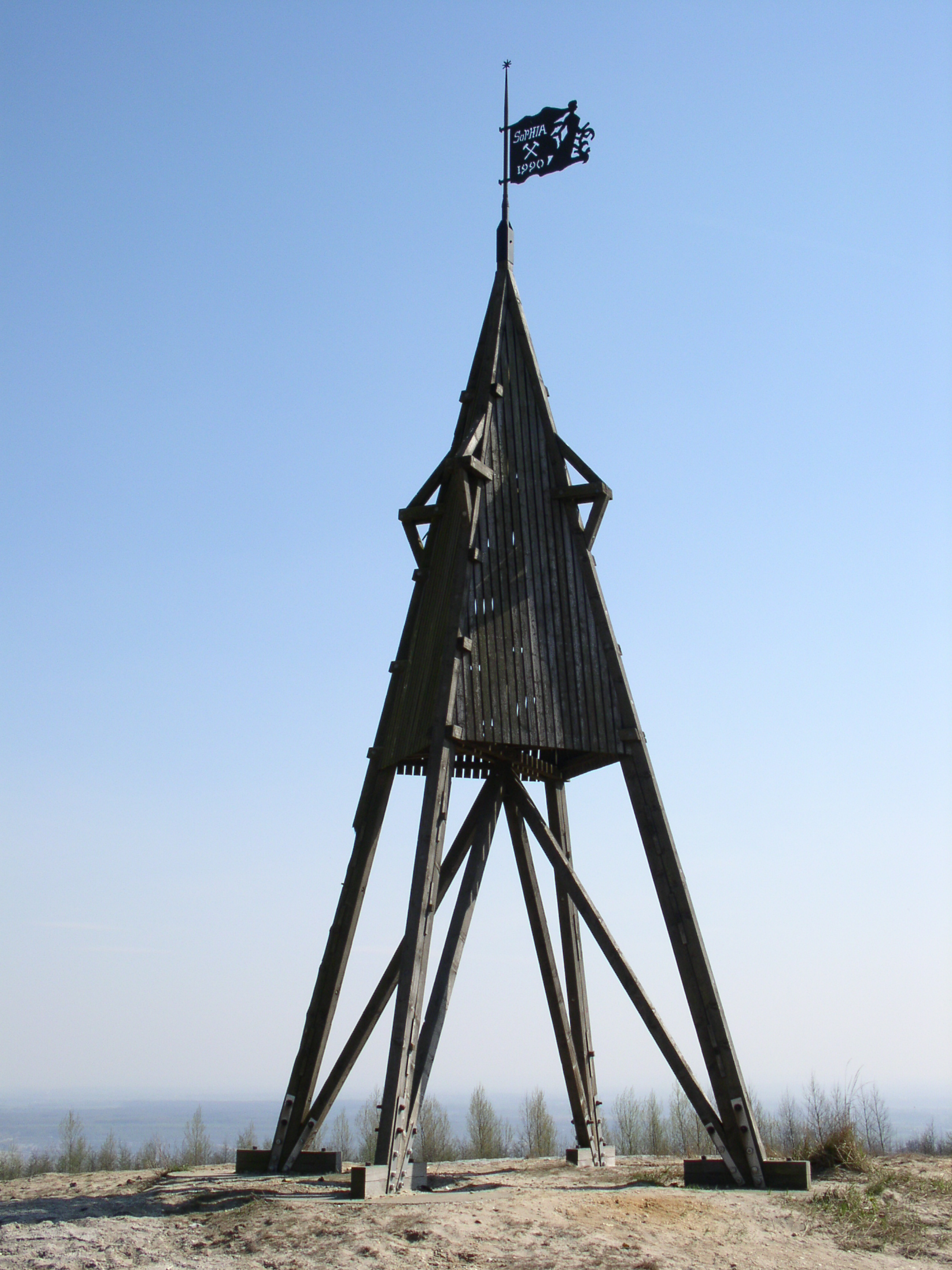
Höller Horn

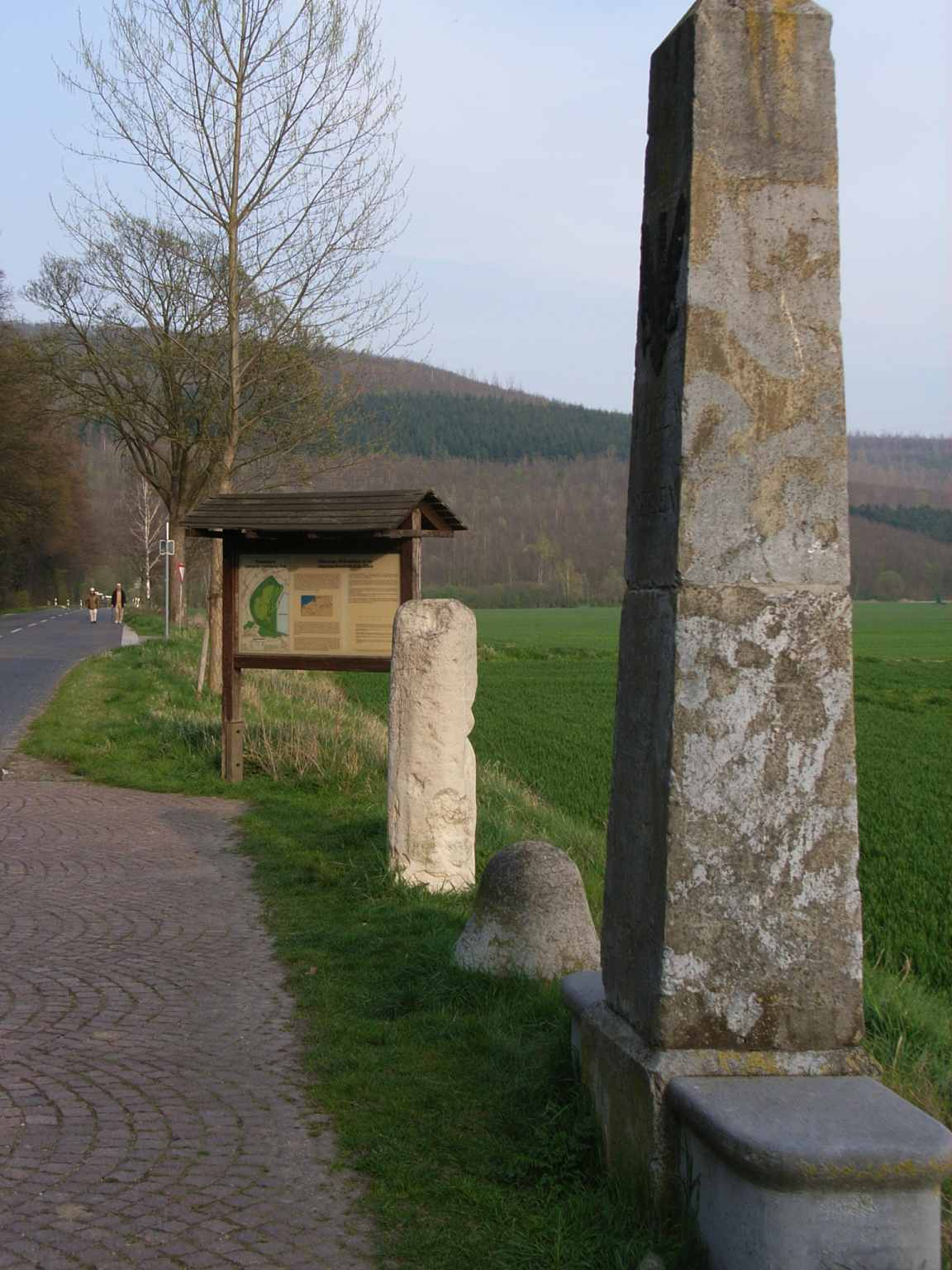
Historische preußische Meilensteine an Straße östlich von Stetternich mit im Hintergrund befindlicher Sophienhöhe

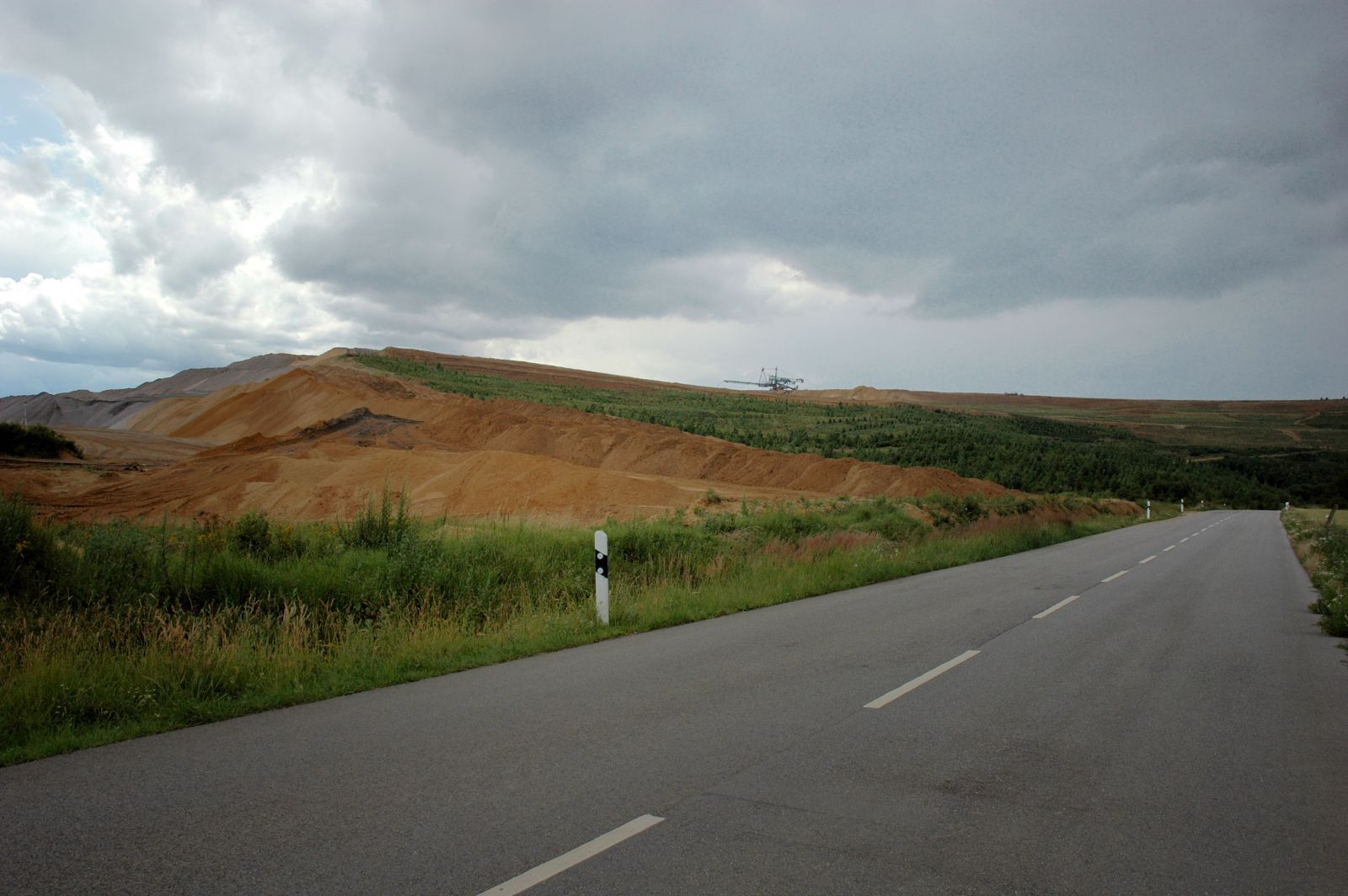
Sophienhöhe von Süden

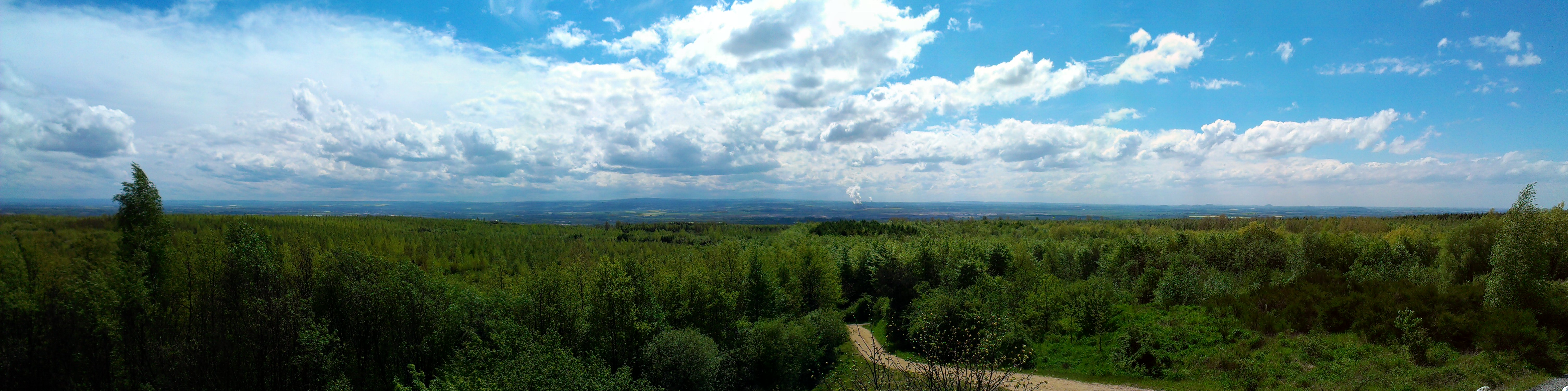
Blick vom Römerturm südwestwärts in Richtung Aachen mit Kühltürmen des Kraftwerks Weisweiler (mittig)

Die Sophienhöhe, auch Monte Sophia genannt, ist eine durch den Abbau von Braunkohleflözen des Tagebaus Hambach entstandene rekultivierte Abraumhalde, die bei Jülich im Kreis Düren (Nordrhein-Westfalen) gelegen etwa 13 km² Fläche bedeckt und deren höchste Stelle auf 301,8 m ü. NHN liegt. Der Name leitet sich aus den in der Nähe der heutigen Sophienhöhe gelegenen Gutsbetrieben Sophienwald und Sophienerde ab. Populärwissenschaftliche Quellen bezeichnen sie als „größten künstlichen Berg der Erde“.

## Geographie

### Lage
Die Sophienhöhe liegt – weithin sichtbar die Jülicher Börde überragend – direkt nördlich des Tagebau Hambach rund 6 km östlich von Jülich. Während ihr Großteil zu dessen Stadtgebiet gehört, befindet sich ihr Nordostteil im Gemeindegebiet von Titz und ihr Ost- und Südteil in jenem von Niederzier. Ihr größter Teil liegt auf dem Gebiet des ursprünglichen (mittlerweile zum Großteil gerodeten) Hambacher Forstes, einem Waldgebiet zwischen den Ortschaften Stetternich, Hambach und Alt-Lich-Steinstraß.

### Höhenlage
Die Sophienhöhe erhebt sich mit dem Charakter eines kleinen Höhenzugs, der die Landschaft im sonst eher ebenen Jülicher Raum deutlich prägt, durchschnittlich 200 m über die Umgebung. Ihre höchsten Stellen sind der Steinstraßer Wall (301,8 m), auf dem der kleine Aussichtsturm Römerturm (⊙) steht, das Höller Horn (291,5 m) und der Jülicher Kopf (285,8 m). Auf dem Erdboden ihrer Kuppe (also nicht auf dortigem Aussichtsturm) steht man etwa 595 m über dem Grund des Tagebaus, der derzeit bei zirka 293 m unter NHN liegt. Zwischen dem Steinstraßer Wall und dem nordnordöstlich gelegenen Dorf Höllen, das sich an der Kreuzung Landwehr/Ehrenstraße auf 83,8 m befindet, sind es 218 m Höhenunterschied.

## Entstehung
Die Rheinbraun AG begann im Jahr 1978 mit dem oberirdischen Abbau von Braunkohleflözen im Bereich der Erft-Scholle im Rheinischen Braunkohlerevier. Der so entstandene Tagebau erhielt den Namen der nahegelegenen Ortschaft Hambach. Die auf diesen Flözen liegenden Bodenschichten werden durch Schaufelradbagger abgetragen, durch kilometerlange Förderbandanlagen durch den Tagebau über den damaligen Hambacher Forst und Wiesen der heutigen Sophienhöhe befördert und dort durch einen Absetzer als Hochkippe abgelagert. Ein Verbringen des Abraums in ausgekohlte ältere Tagebaue wurde zeitweise über eine Bandstraße durchgeführt. Die gesamte gewaltige Abraummenge, die über den vergleichsweise tief liegenden Kohleflözen zu entfernen war, wäre aber nicht wirtschaftlich in andere Tagebaue zu verbringen gewesen, so dass entschieden wurde, den Großteil des Abraums in unmittelbarer Nähe des Tagebaus abzulagern. Seitdem allerdings das Tagebau-Loch groß genug geworden ist, wird der neu anfallende Abraum weitestgehend in die bereits ausgekohlten Teile des Tagebaus Hambach verkippt.

## Grundbrüche
Das Netzwerk Bergbaugeschädigter wies im Januar 2012 die zuständige Bergbehörde auf Grundbrüche an der Sophienhöhe hin.
Es ist bekannt, dass es am Rand von Tagebauen nicht selten zu geologischen Störungen kommt. Im Juli 2009 machte das Unglück von Nachterstedt die Gefahren durch Hangrutschungen auch an ehemaligen Tagebauen erneut bekannt.

## Sehenswürdigkeiten
An der kleinen Zufahrtsstraße, die von Stetternich ostwärts zur Sophienhöhe führt, werden am Fuß der Abraumhalde historische preußische Meilensteine präsentiert.
Die Tagebauerschließung war mit archäologischen Untersuchungen verbunden. So lag die Bundesstraße 55, deren Abschnitt zwischen Elsdorf und Jülich wegen des Tagebaus verlegt werden musste, auf der alten Ost-West-Verbindung Via Belgica.
Ein Replikat eines bei Zülpich-Hoven gefundenen römischen Meilensteins mit einer Widmung an den Kaiser Konstantin der Große aus dem Jahr 325 erinnert an das römische Fernstraßennetz. Ein preußischer Obelisk mit zwei steinernen Sitzbänken stand ursprünglich 5 preußische Meilen (37,662 km) westlich von Köln. Auf einem Kreisverkehr in der Nähe steht ein Replikat einer römischen Jupitersäule.

## Natur, Freizeit und Erholung
Bereits 1988 wurde mit der forstlichen Rekultivierung der Sophienhöhe begonnen, die längst zu einem Naherholungsgebiet geworden ist. Rund 90 % der Flächen sind bewaldet und forstlich bewirtschaftet, viele kleine Lichtungen und mehrere kleine Teiche sind eingestreut.
Mittlerweile gibt es um und auf der Sophienhöhe  ein über 70 km langes Netz von Wanderwegen, die zum Teil auch für Radfahrer und Reiter freigegeben sind. Auf der höchsten Stelle der Sophienhöhe (Steinstraßer Wall) steht der kleine Aussichtsturm Römerturm, der ein Nachbau eines römischen Wachturms ist und von dem man bis Köln, Düsseldorf, zum Siebengebirge, zur Eifel und in die Niederlande blicken kann. Südwestlich davon befinden sich ein Wildgehege und das alte Gipfelkreuz (ca. 265 m ü. NN), das lange Jahre einen Hochpunkt der Sophienhöhe markierte, und von wo aus man vor der Erweiterung der Sophienhöhe nach 2002 in den Tagebau Hambach blicken konnte. In unmittelbarer Nähe wurde der Mammutwald mit Mammutbäumen angelegt. Auf ihrer Nordostflanke befand sich früher ein Startplatz für Gleitschirmflieger; in dieser Gegend steht die kleine Kuckuckshütte (ca. 246 m) als eine von mehreren Schutzhütten der Halde. Zudem gibt es mehrere Rodelbahnen, mehrere Bergseen und einen Kreuzweg. Auf dem nach 2002 entstandenen neueren Teil der Sophienhöhe befinden sich unter anderem ein Wetterradar (siehe Abschnitt Wetterradar) und ein keltisches Baumhoroskop.
Niederziers Bürgermeister stellte im November 2012 auf der Investorenmesse Expo Real in München eine Machbarkeitsstudie „Bergwelt Sophienhöhe“ vor.
Jährlich findet der Monte-Sophia-Lauf statt, welcher einmal rund um bzw. über die Sophienhöhe führt. Er ist 28,5 km lang und gilt wegen seiner zahlreichen Steigungen als anspruchsvoller Lauf. Meist findet der Lauf Mitte August statt.
Im Juni 2024 wurden im Rahmen eines Naturschutz-Pilotprojektes sieben Wildpferde der Rasse Konik zur Erhaltung der Artenvielfalt auf der Fläche unterhalb des Wetterradars („Goldene Aue“) ausgewildert.

## Wetterradar
Das Forschungszentrum Jülich nahm am 12. Oktober 2009 auf der Sophienhöhe ein Wetterradar in Betrieb.
Die markante Radaranlage ist auf einen etwa 34 m hohen Turm montiert. Sie liefert Daten über Niederschlagsart, -menge und -verteilung in einem Umkreis von etwa 60 km für das Forschungsprojekt Tereno. Das polarimetrische Radar misst, anders als die herkömmlichen horizontal ausgerichteten Anlagen, auch vertikal und kann somit eine Niederschlagsvoraussage auf 200 m genau geben. Bisher lag die Genauigkeit bei etwa 1 km. Die ermittelten Daten dienen zur Vorhersage von Niederschlägen, der Art der Niederschläge und zur Windmessung. Neben den Forschungsinstituten und dem RWE werden die Daten auch den Wasserverbänden und dem Deutschen Wetterdienst zur Verfügung gestellt.
Die Radaranlage ist eine von vier in Deutschland, die von der Helmholtz-Gesellschaft betrieben werden. Finanziert wurde das 1,4 Millionen Euro teure Projekt durch die Helmholtz-Gemeinschaft.